# Avnet (Unternehmen)
Avnet ist ein US-amerikanischer Elektronik-Großhandels-Konzern mit Sitz in Phoenix. Das Unternehmen vertreibt unter anderem elektrische Bauelemente und Kabel. Der Produktbereich Halbleiter war im Geschäftsjahr 2020 für rund 76 % der Umsätze verantwortlich.

## Geschichte
Das Unternehmen wurde 1921 von Charles Avnet als Elektronikgeschäft in der New Yorker Radio Row gegründet. Dort verkaufte Avnet Ersatzteile für Radios an Privatpersonen. Mitte der 1920er Jahre begann zunehmend der Vertrieb von Einzelteilen an Hersteller und andere Händler. Dieser Umstieg zum Großhandel wurde insbesondere während der Großen Depression forciert.
Während des Zweiten Weltkriegs baute das Unternehmen Antennen für die US-Streitkräfte. Danach expandierte Avnet in den Vertrieb und die Herstellung von grundlegenden elektrischen Bauelementen wie Kondensatoren. Im Jahr 1959 ging das Unternehmen an die Börse. In den 1960er Jahren übernahm Avnet mehrere Musiklabel, darunter Liberty Records, sowie den Gitarrenhersteller Guild. Die Beteiligungen im Musikgeschäft waren nur von kurzer Dauer und wurden zugunsten des Kerngeschäfts wieder veräußert.
Ab den 1990er Jahren expandierte das Unternehmen auch international durch die Übernahme von Herstellern und Händlern elektrischer Komponenten.

## Avnet in Deutschland

### Logistikzentrum in Poing bei München
Im Jahr 2011 errichtete Avnet in Poing bei München ein Logistikzentrum auf einer Fläche von 32.000 m².

### Distributionszentrum in Bernburg (Saale)
Im April 2022 gab das Unternehmen bekannt, es wolle in Bernburg (Sachsen-Anhalt) ein Zentrum für elektronische Bauteile errichten. Dabei sollen mehrere hundert Arbeitsplätze entstehen.
Der Baustart erfolgte im September 2022. Ab Frühjahr 2025 soll der neue Standort in Betrieb gehen und bis 2031 sollen hier insgesamt rund 700 Arbeitsplätze entstehen.
Das Hochleistungs-Distributionszentrum entsteht auf einer Grundstücksfläche von ca. 190.000 m² und umfasst mehrere Logistikhallenabschnitte sowie vorgelagerte Sozial- und Verwaltungsgebäude. Insgesamt werden aktuell Logistikflächen von 56.000 m², Büroflächen von 4.600 m² sowie ein Produktveredlungscenter (PMC) mit einer Fläche von ca. 1.100 m² geschaffen.

### Avnet Arena in Magdeburg
Im Frühjahr 2024 gab der 1. FC Magdeburg bekannt, dass Avnet ab Juli desselben Jahres die Namensrechte an der MDCC-Arena halten wird. Seit dem 1. Juli 2024 heißt das Stadion Avnet Arena.